# ポン引き
ポン引き（ポンびき）は、旅行者など土地不案内な人物に対して、甘言で金を巻き上げたり、売春等の周旋を行う者を指す。組織売春の一部を担っている。

## 概要
男性のイメージがあるが、国によっては女性のポン引きも少なくない。女性である場合、日本では遣り手婆とも呼ばれる。
ポン引きは売春婦と顧客の間に立って周旋を行う。ポン引きは、店の収益から利益を得ている。売春婦はポン引きの下で従事している管理売春であることもある。
ポン引きは売春を禁止する多くの国で不法行為として刑事罰が規定されている。
日本ではポン引きについて以下の刑事罰が規定されている。
- 売春の周旋をした者に2年以下の懲役又は5万円以下の罰金刑（売春防止法第6条）。
- 児童買春の周旋をした者又は児童買春の周旋をする目的で人に児童買春をするように勧誘した者は5年以下の懲役若しくは500万円以下の罰金に処し、又はこれを併科（児童買春防止法第5条第1項・第6条第1項）。
- 児童買春の周旋をすることを業とした者又は児童買春の周旋をする目的で人に児童買春をするように勧誘することを業とした者は7年以下の懲役及び1000万円以下の罰金（児童買春防止法第5条第2項・第6条第2項）。

## ポン引きが重要な登場人物となっている作品
映画作品
- 真夜中のカーボーイ - ラッツォ（ダスティン・ホフマン）は、ジゴロ稼業のポン引き役。
- 濹東綺譚(1992年版) - まさ（乙羽信子）は、お雪についた遣手婆。

ミュージカル
- ミス・サイゴン - 狂言回しである”エンジニア”がサイゴンで売春宿ドリームランドを経営し客引きも行う。戦後、移民したバンコクでもポン引きを生業とする。